# 沃爾納特科納鎮區 (阿肯色州格林縣)
沃爾納特科納鎮區（英語：Walnut Corner Township）是位於美國阿肯色州格林縣的一個行政鎮區。

## 地方資料
沃爾納特科納鎮區的面積為26.84平方千米，當中陸地面積為26.84平方千米，而水域面積為0.00平方千米。根據2010年美國人口普查的數據，當地共有人口113人，而人口密度為每平方千米4.21人。